# ألكساندرا بويد
ألكساندرا بويد (بالإنجليزية: Alexandra Boyd)‏ هي ممثلة بريطانية، ولدت في القرن العشرين في بانغور في المملكة المتحدة.

## وصلات خارجية
- الموقع الرسمي
- ألكساندرا بويد على موقع IMDb (الإنجليزية)
- ألكساندرا بويد على موقع قاعدة بيانات الفيلم (الإنجليزية)